# پتکانه

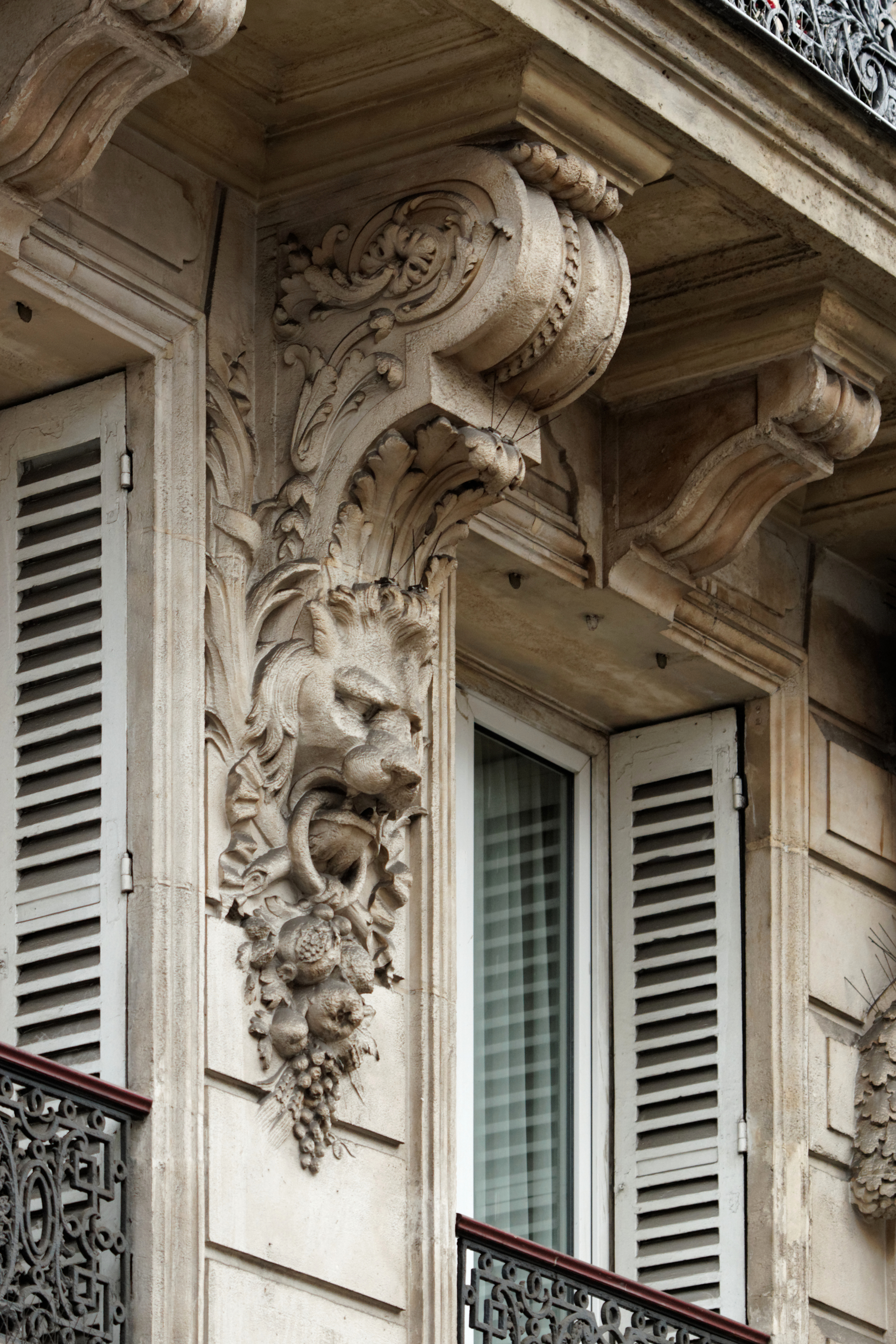
پتکانه

پتکانه (به فرانسوی: Corbel) که با اسامی دیگری همچون رف تزیینی، تونگان، تونجه، و همچنین پیش‌آمدگی نیز شناخته می‌شود، اندامی است که بر اساس مشخصه‌های شکلی (هندسی) و خواص سازه‌ای خود تعریف می‌شوند و شامل چند ردیف تاقچه می‌باشد که بر اساس هندسه‌ای مشخص و منتظم روی هم سوار می‌شوند و جلو می‌آیند. این مجموعه می‌تواند به عنوان گوشه سازی یا پوشش فضا نقش آفرینی کند. مشخصه‌های سازه ای پتکانه را در دو گروه پتکانه‌های شکلی _سازه‌ای و پتکانه‌های شکلی می‌توان دسته‌بندی کرد. در پتکانه‌های شکلی_سازه ای ،تاسه‌ها صفحات پرکننده ایی هستند که بر باریکه تاق‌های باربر استوار اند. اما در پتکانه‌های شکلی، تاسه‌ها آرایه‌ای بوده و بر سازهٔ دیگری آویز هستند. رفتار چند گانهٔ نمونه‌های مختلف پتکانه موجب می‌شود، این گونه، از یک سو مرزهای مشترکی با گونه‌های سازه‌ای مشابه و از سوی دیگر مرزهای مشترکی با گونه‌های شکلی مشابه(مقرنس)داشته باشند.

## پیشینه شکل‌گیری
یکی از مسائل مهم ساختمانی در تاریخ معماری جهان انتقال سطح مربع به دایره در فضا بوده‌است. این مسئله برای اولین بار به دست معماران ایرانی حل شد. زمان اختراع این گوشه‌سازی را متعلق به اواخر دوره اشکانی می‌دانند که در دوره ساسانی و به ویژه در دوران اسلامی تکامل می‌یابد. معماران ایرانی عصر اشکانی، برای نخستین بار دنبال راه حل مسئله ی قرارگیری دایرهٔ گنبد بر روی مربع بشود بودند. اولین راه حل‌ها استفاده از روش پیش آمدن (پتکین) بود. در معماری ساسانی جهت تبدیل زمینه مربع به هشت ضلعی راه حل‌های متکامل تری جایگزین شد و چندین فن گوشه‌سازی مختلف مانند فیلپوش و سکنج به کار رفت. در این میان، به نظر می‌رسد، آنچه می‌توان زمینهٔ ایجاد پتکانه باشد، گوشه‌سازی سکنج است «سکنج متشکل از دو تاق اریب است که همدیگر را در یک نقطه [و به عبارت دقیقتر به در یک خط] قطع کرده باشند. تقاطع دو تاق، این نوع گوشه‌سازی را به وجود می‌آورند» حاصل تقاطع این دو تاق به وجود آمدن تاقچه‌های مثلثی منحنی در فضا است که تاسه نام دارد. توسعه و تکامل گوشه‌سازی سکنج و تاسه‌های آن در دوره‌های بعدی، می‌تواند به عنوان پایه و مدولی جهت ایجاد پتکانه محسوب می‌گردد. گوشه‌سازی انجام شده در بنای مقبرهٔ امیر اسماعیل سامانی، از نخستین نمونه‌هایی است که آموزه‌هایی ساسانی را با استفاده از ایجاد باریکه تاق توسعه می‌دهند. در این‌جا هنوز باریکه تاق باربر نمایان است و سطوح بین آن با تاسه پر شده‌است. این نمونه را می‌توان اولین گام جهت شکل‌گیری پتکانه دانست.

## قابلیت‌های پتکانه
شواهد تاریخی تا اواخر قرن ۴ ه‍.ق نشان می‌دهد که پتکانه اندامی است که همان مراحل ابتدایی شکل‌گیری، از دو قابلیت فضایی مختلف برخوردار است. پتکانه از یک سو قابلیت پوشش کنج‌های فضا را دارد که این قابلیت موجب ایجاد نمونه‌های متنوعی در سالیان بعدی می‌شود و از سوی دیگر، این عنصر می‌تواند فضای سر پوشیده‌ای در مسجد جامع نایین ایجاد کند. این قابلیت نیز، باعث شکل‌گیری مجموعه‌ای پوشش‌های گنبدی و تاقی در فضاهای نیمه باز و بسته می‌گردد. بر این اساس، این قابلیت دوگانه موجب می‌شود که در طول تاریخ معماری و در مکان‌ها و زمان‌های مختلف، پتکانه کاربردهای مختلفی داشته باشد. کاربردهای پتکانه شامل پوشش تاق و گنبد در فضاهای بسته، پوشش تاقی در فضای نیمه باز و گوشه‌سازی می‌باشد. شاید به نظر برسد پتکانه‌های به کار رفته در پوشش گنبد و تاق، حاصل پیشرفت و تکامل پتکانه‌های گوشه‌سازی هستند؛ اما از آنجا که هر دو دسته هم‌زمان ایجاد شده و پس از آن، در دو مسیر موازی توسعه هر یک همچنان ادامه یافته‌است؛ تفکیک آن‌ها در دو دسته متفاوت منطقی تر به نظر می‌رسد. پیش از آنکه به مرور نمونه‌های شاخص پس از قرن ۴ ه‍.ق بپردازیم، بایستی جهت شناخت کامل و تحلیل مناسب این نمونه‌ها، درک کامل تری از کیفیت رفتار سازه‌ای آن‌ها داشته باشد.

## رفتار سازه‌ای
درک رفتار سازه‌ای پتکانه برای بسیاری پیچیده و مبهم است. در معماری اسلامی گرایشی به دریافت منابع و داشته‌های قبلی و توسعه آن‌ها در قالب مضامین و شیوه‌های اسلامی دیده می‌شود. همچنین در هنرهای اسلامی معمولاً ابهامی همیشگی در نقش اشکال به چشم می‌خورد و مشخص نیست که آیا یک شکل کاملاً تزئینی است یا غیر تزئینی است و در این میان نمونه‌های زیادی از عناصر وجود دارند که ترکیبی از این دو حالت هستند. در واقع هنگامی که معمار مسلمان بر الزامات نیارشی بنا چیره شد، به پردازش و توسعه شکلی سازه می‌پردازد. مرحوم ابوالقاسمی موضوع را چنین بیان می‌کند: «بسیاری از کارهایی که در معماری در راستای ساختار انجام می‌شود، بعدها به جهت زیبایی، منع زیبایی پیدا می‌کنند. مقرنس کاری از جمله کارهایی است که ساختاری بوده و بعدها جنبهٔ تزیینی پیدا کرده‌است. مقرنس کاری در اصل برای پوشش به کار می‌رفته‌است و جزئی از سازهٔ باربر بوده‌است». ویژگی دیگری که می‌توان در این زمینه به آن اشاره نمود این است که معماران ایرانی معمولاً سعی می‌کردند عناصر نازیبای سازه‌ای را در پشت عناصر پوششی پنهان سازند. چنین پیچیدگی و ابهامی در درک رفتار سازه‌ای پتکانه، دسته‌بندی قطعی در این زمینه را دشوار می‌سازد. اما با اندکی تساهل می‌توان پتکانه‌ها را، از منظر نحوهٔ مشارکت در انتقال بار، در دو گروه شکلی (آرایه‌ای) و شکلی _ سازه‌ای (ترکیبی) جای داد.

## گروه شکلی (آرایه)
در گروه شکلی، هندسه پتکانه در دوران اسلامی که ریشه در معماری دوره‌های قببلی دارد، به عنوان یک سنت شکلی تداوم می‌یابد؛ بنابراین پتکانه‌های متعلق به ابن گروه، به لحاظ سازه‌ای، در فرایند انتقال بار نقشی نداشته و جزئی از آرایهٔ بنا محسوب می‌شوند. به عبارت دیگر در این گروه هندسه پتکانه، دست مایه‌ای برای شکل‌دادن به لایهٔ درونی فضاست. پتکانه‌های شکلی، به لحاظ سازه‌ای رفتاری به مانند مقرنس دارند و مانند آن‌ها از سازه اصلی آویزان اما به لحاظ هندسی با آن‌ها متفاوت هستند. مهم‌ترین تفاوت پتکانه‌های تزیینی با مقرنس آن است که عمدتاً از تاسه‌های عمودی تشکیل شده‌اند و عناصر افقی (تخت) ندارند. پتکانه‌های شکلی انواع مختلفی دارند و از یک گوشه‌سازی کوچک تا پوشش‌های فضاهای بسته یا نیمه باز یا پوشش محرابها، لبه نعلبکی مناره‌ها را شامل می‌شوند.

## گروه شکلی _ سازه‌ای (ترکیبی)
پتکانه‌های متعلق با این گروه، جدا از پیروی از الگوی هندسی پتکانه، نقش سازه‌ای نیز دارند و نیروهای اعمال شده از سوی دیگر اجزا و نیروی گرانشی حاصل از وزن خود را حمل می‌کنند. بر اساس نمونه‌های بررسی شده و تحلیل‌های ارائه شده نمونه‌های این گروه را می‌توان در دو زیر گروه، مورد بررسی قرار داد.

## پتکانه‌های دارای باریکه تاق و تاسه
در این نمونه‌ها عنصر سازه‌ای، باریکه تاق‌هایی در پشت است که تاسه‌ها بر آن‌ها تکیه کرده‌اند. این دسته از پتکانه‌ها را در همهٔ کاربردهای بیان شده مشاهده کرد. پتکانه‌های کار شده به عنوان گوشه سازی، به عنوان تاق و به عنوان پوشش داخلی گنبد همه می‌توانند با این ساختار بر پا شده باشند. پتکانه‌های دارای باریکه تاق، تاسه و عناصر کششی در این نمونه‌ها، مانند گونهٔ قبل باریکه تاق‌های باربر و تاسه‌های متکی بر آن‌ها وجود دارد؛ اما مشارکت بر امر انتقال نیرو‌ها نسبی است. این امر چنان است که بخشی از بار تاسه‌ها توسط باریکه تاق‌های باربر و بخشی دیگر توسط اجزای سازه‌ای واسط که معمولاً کششی و از چوب هستند حمل می‌شوند.